# بادی هکت
بادی هکت (انگلیسی: Buddy Hackett; زاده ۳۱ اوت ۱۹۲۴ – درگذشته ۳۰ ژوئن ۲۰۰۳) یک هنرپیشه اهل ایالات متحده آمریکا بود. وی بین سال‌های ۱۹۵۰ تا ۲۰۰۳ میلادی فعالیت می‌کرد.

## گزیده فیلم‌شناسی
فهرست برخی از فیلم‌هایی که بادی هکت در آنها به ایفای نقش پرداخته است:
- دنیای دیوانه، دیوانه، دیوانه، دیوانه
- یک وجب خاک خدا
- مرد موسیقی
- پری دریایی کوچولو (صداپیشه)